# Okklusion (Medizin)

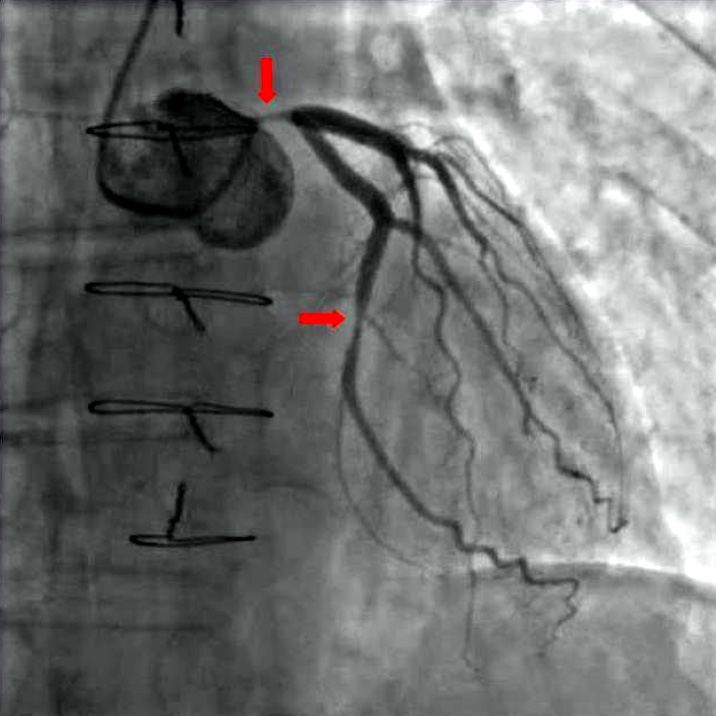
Koronarangiographie partieller Okklusionen der linken Koronararterie und der seitlichen Kranzarterie (Arteria circumflexa) (siehe Pfeile).

Die Okklusion (von lateinisch occludere ‚verschließen‘; Verschluss, Verschließung, Sperre, Hemmung) ist der Verschluss eines Hohlorgans (z. B. eines Gefäßes) oder einer Körperpassage. Die Okklusion kann durch körpereigenes Gewebe bzw. Material im Rahmen einer Erkrankung (z. B. pAVK) verursacht oder durch den Arzt im Rahmen eines chirurgischen Eingriffs gezielt durch Instrumente (z. B. Arterienklemme) vorgenommen werden.

## Beispiele
- Harnleiter-Okklusion (perkutane) ist der künstliche Verschluss des Harnleiters durch eine Silikonolive, d. h. der natürliche Weg des Harns von der Niere zur Blase wird unterbrochen. Der Harn wird stattdessen perkutan, das heißt durch die Haut, direkt aus der Niere abgeleitet.
- In der Augenheilkunde bezeichnet man mit dem Begriff Okklusion das gezielt eingesetzte Abdecken eines Auges (z. B. durch Augenpflaster) zur Eliminierung von Doppelbildern, zu diagnostischen Zwecken (Marlow-Verband) oder zur Amblyopiebehandlung bei Kindern.
- Eine Variante des Hydrocephalus wird als Hydrocephalus occlusus bezeichnet, da sich der Liquor aufgrund einer mechanischen Abflussbehinderung staut (z. B. bei chronischer Aquäduktstenose).
- Verschluss der Atemwege